# جان ایسنر
جان ایسنر (به انگلیسی: John Isner) (زاده ۲۶ آوریل ۱۹۸۵ - گرینزبورو، کارولینای شمالی) تنیس‌باز اهل کشور ایالات متحده آمریکا است.
ایسنر در مسابقات بین‌المللی مهمی شرکت کرده‌است که می‌توان به صعود وی به مرحله یک چهارم نهایی مسابقات تنیس آزاد آمریکا و مسابقات تنیس بازی‌های المپیک تابستانی ۲۰۱۲ اشاره کرد، بهترین رتبه وی در رتبه‌بندی جهانی تنیس ۹ (۶ آوریل ۲۰۱۲) بوده‌است.

## رکورد طولانی‌ترین مسابقه تنیس
جان ایسنر رکورددار طولانی‌ترین مسابقه تنیس در مقابل نیکولا مای تنیسور فرانسوی در مسابقات تنیس آزاد ویمبلدون ۲۰۱۰ است، این رقابت که در ۲۲ ژوئن ۲۰۱۰ پس از دوبار توقف به دلیل کمبود نور در ۲۴ ژوئن ۲۰۱۰ با برتری ایسنر به پایان رسید، این دو تنیس‌باز رکوردهایی مانند طولانی‌ترین زمان بازی (۱۱ ساعت و ۵ دقیقه) و طولانی‌ترین ست (۱۳۸ دقیقه - ست پنجم) در تاریخ تنیس جهان برجای گذاشتند.